# Летошники (Жуковский район)
Ле́тошники — деревня в Жуковском районе Брянской области России. Административный центр Летошницкого сельского поселения. 

## География
Расположена в 10 км к юго-западу от Жуковки, вдоль автодорог Р120 и 15К-801, на реке Угость.
Упоминается с 1610 года; бывшее владение Тютчевых. Входила в приход села Белоголовль; с 1904 работала церковно-приходская школа. В XVII—XVIII веках относилась к Подгородному стану Брянского уезда; с 1861 по 1929 в Овстугской волости Брянского (с 1921 — Бежицкого) уезда. В годы Великой Отечественной войны — место героической обороны подступов к Брянску (октябрь 1941).
В 1976 году присоединен посёлок Шоссейный.

## Население
| 2010 | 2013 |
| ---- | ---- |
| 766  | ↘736 |

## Инфраструктура
Личное подсобное хозяйство с зоной сельскохозяйственного использования, индивидуальная застройка усадебного типа.
В Летошниках расположены отделение связи, сельская библиотека.

## Достопримечательности
Мемориал воинам 50-й армии.

## Транспорт
Остановки общественного транспорта «Летошники», «Летошники-2», «Летошники-3».